# Vädurspump
För andra betydelser, se Vädur.

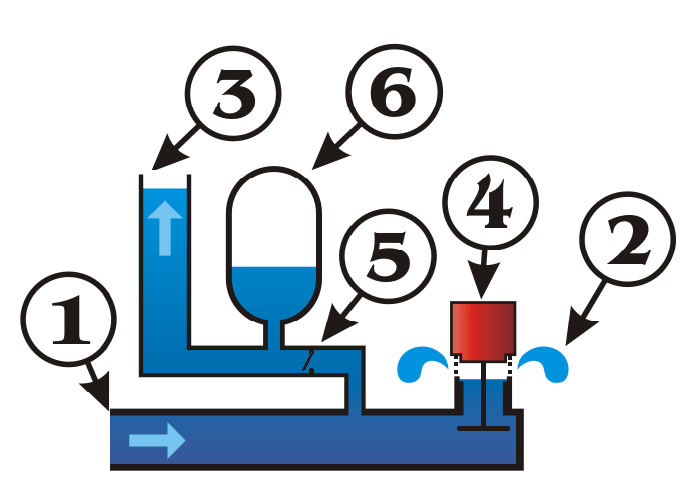
Vädurspump:
1. Inlopp
2. Avlopp
3. Utlopp
4. Avloppsventil
5. Utloppsventil
6. Tryckklocka

Vädurspump, eller hydraulisk vädur (äldre benämningar akvapult och stöthävert) är en slags vattenpump som uppfanns i slutet av 1700-talet av fransmannen Joseph-Michel Montgolfier. Väduren pumpar vatten automatiskt utan hjälp av någon annan kraftkälla än rörelseenergin i strömmande vatten. En vädur placeras därför oftast i anslutning till vattendrag med strömmande vatten. Endast en mindre del av det inströmmande vattnet pumpas ut, medan resten rinner ut genom pumpens avlopp. 

## Funktion
När det vid (1) inströmmande vattnet uppnår en viss hastighet stänger sig den viktbelastade avloppsventilen (4). När det strömmande vattnet bromsas upp stiger det statiska trycket i pumpen och öppnar en inloppsventil vid (5). En liten mängd vatten strömmar då upp i tryckklockan (6), varvid trycket i pumpen sjunker.
När trycket sjunkit tillräckligt öppnar vikten avloppsventilen, och vattnet kan då åter strömma fritt genom pumpen och rinner ut vid (2). Trycket mot utloppsventilen ökar med ökande vattenhastighet, och denna stänger sig igen. Under tiden som strömningshastigheten genom pumphuset åter ökar trycker den komprimerade luften i tryckklockan ut det magasinerade vattnet i utloppsledningen vid (3), och cykeln upprepas.
En vädur innehåller endast två rörliga delar, de båda ventilerna, och kan med lämplig utformning få lång livslängd med hög tillgänglighet.